# Sunday School Musical
Sunday School Musical é um filme musical adolescente estadounidense da produtora Alpha Filmes. O filme foi gravado em 2008.

## Sinopse
Quando problemas financeiros ameaçam o futuro de sua igreja, um grupo de adolescentes, liderado por um talentoso intérprete, participa de uma competição de música e dança na esperança de ganhar um prêmio em dinheiro.

## Elenco
- Chris Chatman - Zack
- Candise Lakota - Savannah
- Shane Carther Thomas - Jake
- Cliff Tan - Trevor
- Robert Acinapura - Miles
- Justin Spanko - Dad

## Polêmica
O filme possui algumas polêmicas que se referem ao suposto plágio do também filme musical adolescente High School Musical.
Um deles é o fato de um dos personagens principais se chamar Zac Efron, assim como o nome do ator que interpreta o protagonista do antônimo.
Outra semelhança é a capa, que possui uma estruturação semelhante à de High School Musical.

## Tradução dos nomes
High School Musical teria como tradução "Ensino Médio Musical" ou "Colegial Musical" já Sunday School Musical se fosse traduzir seria "Escola Musical aos Domingos", "Escola aos Domingos Musical" ou até mesmo "Escola Dominical Musical". dominical tem algo a ver com religião como a história do filme, talvez por isso o nome como pode ser lido na Sinopse.